# ایتاباشی-کو، توکیو
منطقهٔ ایتاباشی (به ژاپنی: 板橋区 Itabashi-ku) یکی از ۲۳ منطقه ویژه توکیو پایتخت ژاپن است. 
این منطقه شمال غربی توکیو واقع شده و ۳۲٬۱۷ کیلومتر مربع مساحت دارد. ایتاباشی به‌طور کلی یک منطقهٔ مسکونی محسوب می‌شود و کم و بیش واحدهای صنعتی هم در آن فعالیت دارند.

## نگارخانه

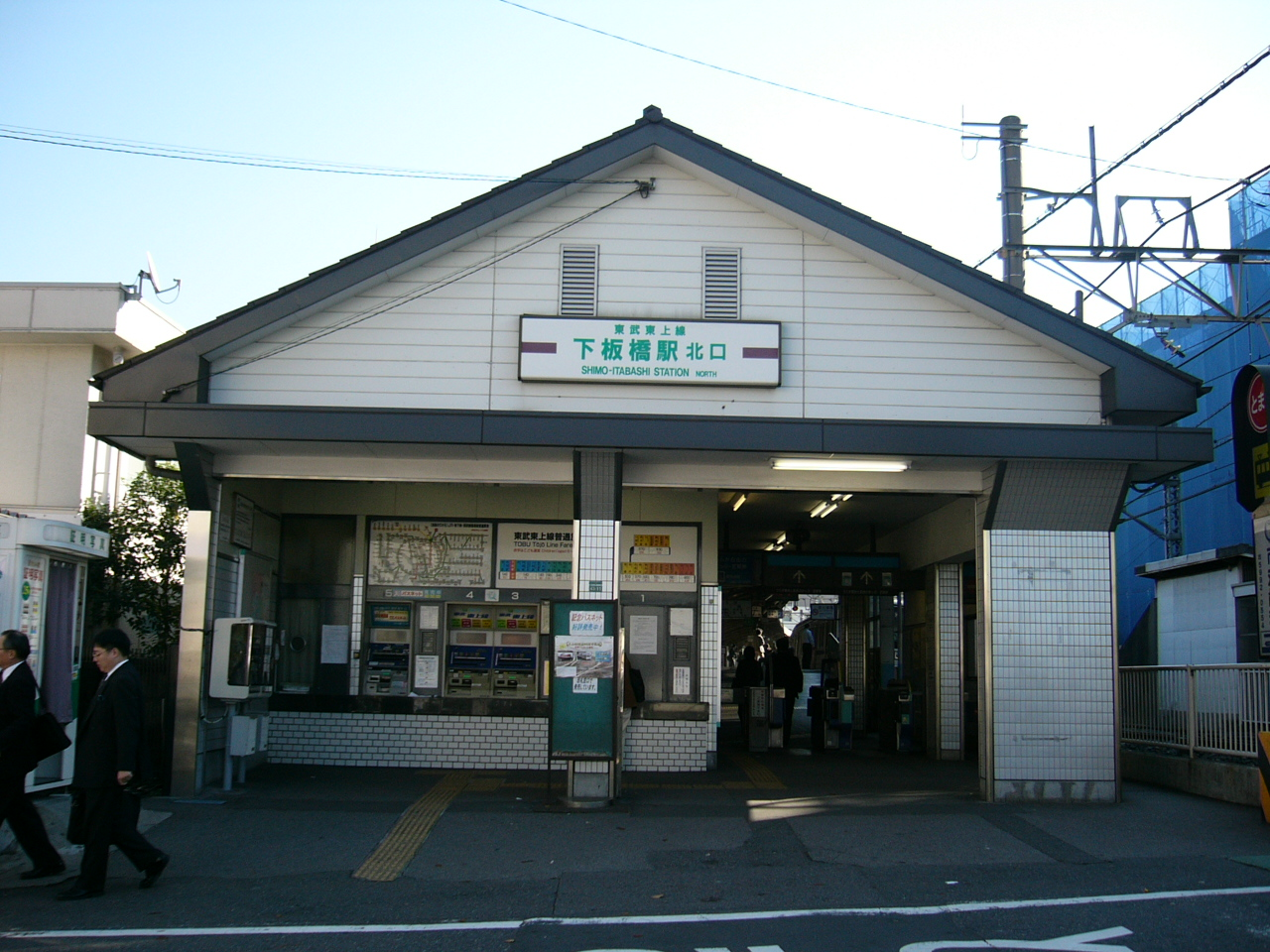
ورودی شمالی ایستگاه شیمو-ایتاباشی